# 중화인민공화국의 행정 구역 코드 번호 (4구역)
이 문서는 중화인민공화국 화중·화남 지방의 행정 구역 코드 번호이다.

## 코드 번호 체계

### 허난성: 410000
- 정저우시 : 410100
  - 시할구 : 410101
  - 중위안구 : 410102
  - 얼치구 : 410103
  - 관청 후이족구 : 410104
  - 진수이구 : 410105
  - 상제구 : 410106
  - 후이지구 : 410108
  - 중무현 : 410122
  - 궁이시 : 410181
  - 싱양시 : 410182
  - 신미시 : 410183
  - 신정시 : 410184
  - 덩펑시 : 410185
- 카이펑시 : 410200
  - 시할구 : 410201
  - 룽팅구 : 410202
  - 순허 후이족구 : 410203
  - 구러우구 : 410204
  - 위왕타이구 : 410205
  - 샹푸구 : 410212
  - 치현 : 410221
  - 퉁쉬현 : 410222
  - 웨이스현 : 410223
  - 란카오현 : 410225
- 뤄양시 : 410300
  - 시할구 : 410301
  - 라오청구 : 410302
  - 시궁구 : 410303
  - 찬허 후이족구 : 410304
  - 젠시구 : 410305
  - 옌스구 : 410307
  - 멍진구 : 410308
  - 뤄룽구 : 410311
  - 신안현 : 410323
  - 롼촨현 : 410324
  - 쑹현 : 410325
  - 루양현 : 410326
  - 이양현 : 410327
  - 뤄닝현 : 410328
  - 이촨현 : 410329
- 핑딩산시 : 410400
  - 시할구 : 410401
  - 신화구 : 410402
  - 웨이둥구 : 410403
  - 스룽구 : 410404
  - 잔허구 : 410411
  - 바오펑현 : 410421
  - 예현 : 410422
  - 루산현 : 410423
  - 자현 : 410425
  - 우강시 : 410481
  - 루저우시 : 410482
- 안양시 : 410500
  - 시할구 : 410501
  - 원펑구 : 410502
  - 베이관구 : 410503
  - 인두구 : 410505
  - 룽안구 : 410506
  - 안양현 : 410522
  - 탕인현 : 410523
  - 화현 : 410526
  - 네이황현 : 410527
  - 린저우시 : 410581
- 허비시 : 410600
  - 시할구 : 410601
  - 허산구 : 410602
  - 산청구 : 410603
  - 치빈구 : 410611
  - 쉰현 : 410621
  - 치현 : 410622
- 신샹시 : 410700
  - 시할구 : 410701
  - 훙치구 : 410702
  - 웨이빈구 : 410703
  - 펑취안구 : 410704
  - 무예구 : 410711
  - 신샹현 : 410721
  - 훠자현 : 410724
  - 위안양현 : 410725
  - 옌진현 : 410726
  - 펑추현 : 410727
  - 웨이후이시 : 410781
  - 후이셴시 : 410782
  - 창위안시 : 410783
- 자오쭤시 : 410800
  - 시할구 : 410801
  - 제팡구 : 410802
  - 중잔구 : 410803
  - 마춘구 : 410804
  - 산양구 : 410811
  - 슈우현 : 410821
  - 보아이현 : 410822
  - 우즈현 : 410823
  - 원현 : 410825
  - 친양시 : 410882
  - 멍저우시 : 410883
- 푸양시 : 410900
  - 시할구 : 410901
  - 화룽구 : 410902
  - 칭펑현 : 410922
  - 난러현 : 410923
  - 판현 : 410926
  - 타이첸현 : 410927
  - 푸양현 : 410928
- 쉬창시 : 411000
  - 시할구 : 411001
  - 웨이두구 : 411002
  - 젠안구 : 411003
  - 옌링현 : 411024
  - 샹청현 : 411025
  - 위저우시 : 411081
  - 창거시 : 411082
- 뤄허시 : 411100
  - 시할구 : 411101
  - 위안후이구 : 411102
  - 옌청구 : 411103
  - 사오링구 : 411104
  - 우양현 : 411121
  - 린잉현 : 411122
- 싼먼샤시 : 411200
  - 시할구 : 411201
  - 후빈구 : 411202
  - 산저우구 : 411203
  - 몐츠현 : 411221
  - 루스현 : 411224
  - 이마시 : 411281
  - 링바오시 : 411282
- 난양시 : 411300
  - 시할구 : 411301
  - 완청구 : 411302
  - 워룽구 : 411303
  - 난자오현 : 411321
  - 팡청현 : 411322
  - 시샤현 : 411323
  - 전핑현 : 411324
  - 네이샹현 : 411325
  - 시촨현 : 411326
  - 서치현 : 411327
  - 탕허현 : 411328
  - 신예현 : 411329
  - 퉁바이현 : 411330
  - 덩저우시 : 411381
- 상추시 : 411400
  - 시할구 : 411401
  - 량위안구 : 411402
  - 쑤이양구 : 411403
  - 민취안현 : 411421
  - 쑤이현 : 411422
  - 닝링현 : 411423
  - 저청현 : 411424
  - 위청현 : 411425
  - 샤이현 : 411426
  - 융청시 : 411481
- 신양시 : 411500
  - 시할구 : 411501
  - 스허구 : 411502
  - 핑차오구 : 411503
  - 뤄산현 : 411521
  - 광산현 : 411522
  - 신현 : 411523
  - 상청현 : 411524
  - 구스현 : 411525
  - 황촨현 : 411526
  - 화이빈현 : 411527
  - 시현 : 411528
- 저우커우시 : 411600
  - 시할구 : 411601
  - 촨후이구 : 411602
  - 푸거우현 : 411621
  - 시화현 : 411622
  - 상수이현 : 411623
  - 선추현 : 411624
  - 단청현 : 411625
  - 화이양현 : 411626
  - 타이캉현 : 411627
  - 루이현 : 411628
  - 샹청시 : 411681
- 주마뎬시 : 411700
  - 시할구 : 411701
  - 이청구 : 411702
  - 시핑현 : 411721
  - 상차이현 : 411722
  - 핑위현 : 411723
  - 정양현 : 411724
  - 췌산현 : 411725
  - 비양현 : 411726
  - 루난현 : 411727
  - 쑤이핑현 : 411728
  - 신차이현 : 411729
- 부지급시 : 419000
  - 지위안시 : 419001

### 후베이성: 420000
- 우한시 : 420100
  - 시할구 : 420101
  - 장안구 : 420102
  - 장한구 : 420103
  - 차오커우구 : 420104
  - 한양구 : 420105
  - 우창구 : 420106
  - 칭산구 : 420107
  - 훙산구 : 420111
  - 둥시후구 : 420112
  - 한난구 : 420113
  - 차이뎬구 : 420114
  - 장샤구 : 420115
  - 황피구 : 420116
  - 신저우구 : 420117
- 황스시 : 420200
  - 시할구 : 420201
  - 황스강구 : 420202
  - 시싸이산구 : 420203
  - 샤루구 : 420204
  - 톄산구 : 420205
  - 양신현 : 420222
  - 다예시 : 420281
- 스옌시 : 420300
  - 시할구 : 420301
  - 마오젠구 : 420302
  - 장완구 : 420303
  - 윈양구 : 420304
  - 윈시현 : 420322
  - 주산현 : 420323
  - 주시현 : 420324
  - 팡현 : 420325
  - 단장커우시 : 420381
- 이창시 : 420500
  - 시할구 : 420501
  - 시링구 : 420502
  - 우자강구 : 420503
  - 뎬준구 : 420504
  - 샤오팅구 : 420505
  - 이링구 : 420506
  - 위안안현 : 420525
  - 싱산현 : 420526
  - 쯔구이현 : 420527
  - 창양 투자족 자치현 : 420528
  - 우펑 투자족 자치현 : 420529
  - 이두시 : 420581
  - 당양시 : 420582
  - 즈장시 : 420583
- 샹양시 : 420600
  - 시할구 : 420601
  - 샹청구 : 420602
  - 판청구 : 420606
  - 샹저우구 : 420607
  - 난장현 : 420624
  - 구청현 : 420625
  - 바오캉현 : 420626
  - 라오허커우시 : 420682
  - 짜오양시 : 420683
  - 이청시 : 420684
- 어저우시 : 420700
  - 시할구 : 420701
  - 량쯔후구 : 420702
  - 화룽구 : 420703
  - 어청구 : 420704
- 징먼시 : 420800
  - 시할구 : 420801
  - 둥바오구 : 420802
  - 둬다오구 : 420804
  - 사양현 : 420822
  - 중샹시 : 420881
  - 징산시 : 420882
- 샤오간시 : 420900
  - 시할구 : 420901
  - 샤오난구 : 420902
  - 샤오창현 : 420921
  - 다우현 : 420922
  - 윈멍현 : 420923
  - 잉청시 : 420981
  - 안루시 : 420982
  - 한촨시 : 420984
- 징저우시 : 421000
  - 시할구 : 421001
  - 사스구 : 421002
  - 징저우구 : 421003
  - 궁안현 : 421022
  - 장링현 : 421024
  - 스서우시: 421081
  - 훙후시 : 421083
  - 쑹쯔시 : 421087
  - 젠리시 : 421088
- 황강시 : 421100
  - 시할구 : 421101
  - 황저우구 : 421102
  - 퇀펑현 : 421121
  - 훙안현 : 421122
  - 뤄톈현 : 421123
  - 잉산현 : 421124
  - 시수이현 : 421125
  - 치춘현 : 421126
  - 황메이현 : 421127
  - 마청시 : 421181
  - 우쉐시 : 421182
- 셴닝시 : 421200
  - 시할구 : 421201
  - 셴안구 : 421202
  - 자위현 : 421221
  - 퉁청현 : 421222
  - 충양현 : 421223
  - 퉁산현 : 421224
  - 츠비시 : 421281
- 쑤이저우시 : 421300
  - 시할구 : 421301
  - 쩡두구 : 421303
  - 쑤이현 : 421321
  - 광수이시 : 421381
- 언스 투자족 먀오족 자치주 : 422800
  - 언스시 : 422801
  - 리촨시 : 422802
  - 젠스현 : 422822
  - 바둥현 : 422823
  - 쉬안언현 : 422825
  - 셴펑현 : 422826
  - 라이펑현 : 422827
- 부지급시 : 429000
  - 셴타오시 : 429004
  - 첸장시 : 429005
  - 톈먼시 : 429006
  - 선눙자 임구 : 429011

### 후난성: 430000
- 창사시 : 430100
  - 시할구 : 430101
  - 푸룽구 : 430102
  - 톈신구 : 430103
  - 웨루구 : 430104
  - 카이푸구 : 430105
  - 위화구 : 430111
  - 왕청구 : 430112
  - 창사현 : 430121
  - 류양시 : 430181
  - 닝샹시 : 430182
- 주저우시 : 430200
  - 시할구 : 430201
  - 허탕구 : 430202
  - 루쑹구 : 430203
  - 스펑구 : 430204
  - 톈위안구 : 430211
  - 루커우구 : 430212
  - 유현 : 430223
  - 차링현 : 430224
  - 옌링현 : 430225
  - 리링시 : 430281
- 샹탄시 : 430300
  - 시할구 : 430301
  - 위후구 : 430302
  - 웨탕구 : 430304
  - 샹탄현 : 430321
  - 샹샹시 : 430381
  - 사오산시 : 430382
- 헝양시 : 430400
  - 시할구 : 430401
  - 주후이구 : 430405
  - 옌펑구 : 430406
  - 스구구 : 430407
  - 정샹구 : 430408
  - 난웨구 : 430412
  - 헝양현 : 430421
  - 헝난현 : 430422
  - 헝산현 : 430423
  - 헝둥현 : 430424
  - 치둥현 : 430426
  - 레이양시 : 430481
  - 창닝시 : 430482
- 사오양시 : 430500
  - 시할구 : 430501
  - 솽칭구 : 430502
  - 다샹구 : 430503
  - 베이타구 : 430511
  - 신사오현 : 430522
  - 사오양현 : 430523
  - 룽후이현 : 430524
  - 둥커우현 : 430525
  - 쑤이닝현 : 430526
  - 신닝현 : 430527
  - 청부 먀오족 자치현 : 430528
  - 우강시 : 430581
  - 사오둥시 : 430582
- 웨양시 : 430600
  - 시할구 : 430601
  - 웨양러우구 : 430602
  - 윈시구 : 430603
  - 쥔산구 : 430611
  - 웨양현 : 430621
  - 화룽현 : 430623
  - 샹인현 : 430624
  - 핑장현 : 430626
  - 미뤄시 : 430681
  - 린샹시 : 430682
- 창더시 : 430700
  - 시할구 : 430701
  - 우링구 : 430702
  - 딩청구 : 430703
  - 안샹현 : 430721
  - 한서우현 : 430722
  - 리현 : 430723
  - 린리현 : 430724
  - 타오위안현 : 430725
  - 스먼현 : 430726
  - 진스시 : 430781
- 장자제시 : 430800
  - 시할구 : 430801
  - 융딩구 : 430802
  - 우링위안구 : 430811
  - 츠리현 : 430821
  - 쌍즈현 : 430822
- 이양시 : 430900
  - 시할구 : 430901
  - 쯔양구 : 430902
  - 허산구 : 430903
  - 난현 : 430921
  - 타오장현 : 430922
  - 안화현 : 430923
  - 위안장시 : 430981
- 천저우시 : 431000
  - 시할구 : 431001
  - 베이후구 : 431002
  - 쑤셴구 : 431003
  - 구이양현 : 431021
  - 이장현 : 431022
  - 융싱현 : 431023
  - 자허현 : 431024
  - 린우현 : 431025
  - 루청현 : 431026
  - 구이둥현 : 431027
  - 안런현 : 431028
  - 쯔싱시 : 431081
- 융저우시 : 431100
  - 시할구 : 431101
  - 링링구 : 431102
  - 렁수이탄구 : 431103
  - 둥안현 : 431122
  - 솽파이현 : 431123
  - 다오현 : 431124
  - 장융현 : 431125
  - 닝위안현 : 431126
  - 란산현 : 431127
  - 신톈현 : 431128
  - 치양시 : 431181
  - 장화 야오족 자치현 : 431129
- 화이화시 : 431200
  - 시할구 : 431201
  - 허청구 : 431202
  - 중팡현 : 431221
  - 위안링현 : 431222
  - 천시현 : 431223
  - 쉬푸현 : 431224
  - 후이퉁현 : 431225
  - 마양 먀오족 자치현 : 431226
  - 신황 둥족 자치현 : 431227
  - 즈장 둥족 자치현 : 431228
  - 징저우 먀오족 둥족 자치현 : 431229
  - 퉁다오 둥족 자치현 : 431230
  - 훙장시 : 431281
- 뤄디시 : 431300
  - 시할구 : 431301
  - 뤄싱구 : 431302
  - 솽펑현 : 431321
  - 신화현 : 431322
  - 렁수이장시 : 431381
  - 롄위안시 : 431382
- 샹시 투자족 먀오족 자치주 : 433100
  - 지서우시 : 433101
  - 루시현 : 433122
  - 펑황현 : 433123
  - 화위안현 : 433124
  - 바오징현 : 433125
  - 구장현 : 433126
  - 융순현 : 433127
  - 룽산현 : 433130

### 광둥성: 440000
- 광저우시 : 440100
  - 시할구 : 440101
  - 리완구 : 440103
  - 웨슈구 : 440104
  - 하이주구 : 440105
  - 톈허구 : 440106
  - 바이윈구 : 440111
  - 황푸구 : 440112
  - 판위구 : 440113
  - 화두구 : 440114
  - 난사구 : 440115
  - 충화구 : 440117
  - 쩡청구 : 440118
- 사오관시 : 440200
  - 시할구 : 440201
  - 우장구 : 440203
  - 전장구 : 440204
  - 취장구 : 440205
  - 스싱현 : 440222
  - 런화현 : 440224
  - 웡위안현 : 440229
  - 루위안 야오족 자치현 : 440232
  - 신펑현 : 440233
  - 러창시 : 440281
  - 난슝시 : 440282
- 선전시 : 440300
  - 시할구 : 440301
  - 뤄후구 : 440303
  - 푸톈구 : 440304
  - 난산구 : 440305
  - 바오안구 : 440306
  - 룽강구 : 440307
  - 옌톈구 : 440308
  - 룽화구 : 440309
  - 핑산구 : 440310
  - 광밍구 : 440311
- 주하이시 : 440400
  - 시할구 : 440401
  - 샹저우구 : 440402
  - 더우먼구 : 440403
  - 진완구 : 440404
- 산터우시 : 440500
  - 시할구 : 440501
  - 룽후구 : 440507
  - 진핑구 : 440511
  - 하오장구 : 440512
  - 차오양구 : 440513
  - 차오난구 : 440514
  - 청하이구 : 440515
  - 난아오현 : 440523
- 포산시 : 440600
  - 시할구 : 440601
  - 찬청구 : 440604
  - 난하이구 : 440605
  - 순더구 : 440606
  - 싼수이구 : 440607
  - 가오밍구 : 440608
- 장먼시 : 440700
  - 시할구 : 440701
  - 펑장구 : 440703
  - 장하이구 : 440704
  - 신후이구 : 440705
  - 타이산시 : 440781
  - 카이핑시 : 440783
  - 허산시 : 440784
  - 언핑시 : 440785
- 잔장시 : 440800
  - 시할구 : 440801
  - 츠칸구 : 440802
  - 샤산구 : 440803
  - 포터우구 : 440804
  - 마장구 : 440811
  - 쑤이시현 : 440823
  - 쉬원현 : 440825
  - 롄장시 : 440881
  - 레이저우시 : 440882
  - 우촨시 : 440883
- 마오밍시 : 440900
  - 시할구 : 440901
  - 마오난구 : 440902
  - 뎬바이구 : 440904
  - 가오저우시 : 440981
  - 화저우시 : 440982
  - 신이시 : 440983
- 자오칭시 : 441200
  - 시할구 : 441201
  - 돤저우구 : 441202
  - 딩후구 : 441203
  - 가오야오구 : 441204
  - 광닝현 : 441223
  - 화이지현 : 441224
  - 펑카이현 : 441225
  - 더칭현 : 441226
  - 쓰후이시 : 441284
- 후이저우시 : 441300
  - 시할구 : 441301
  - 후이청구 : 441302
  - 후이양구 : 441303
  - 보뤄현 : 441322
  - 후이둥현 : 441323
  - 룽먼현 : 441324
- 메이저우시 : 441400
  - 시할구 : 441401
  - 메이장구 : 441402
  - 메이셴구 : 441403
  - 다부현 : 441422
  - 펑순현 : 441423
  - 우화현 : 441424
  - 핑위안현 : 441426
  - 자오링현 : 441427
  - 싱닝시 : 441481
- 산웨이시 : 441500
  - 시할구 : 441501
  - 청구 : 441502
  - 하이펑현 : 441521
  - 루허현 : 441523
  - 루펑시 : 441581
- 허위안시 : 441600
  - 시할구 : 441601
  - 위안청구 : 441602
  - 쯔진현 : 441621
  - 룽촨현 : 441622
  - 롄핑현 : 441623
  - 허핑현 : 441624
  - 둥위안현 : 441625
- 양장시 : 441700
  - 시할구 : 441701
  - 장청구 : 441702
  - 양둥구 : 441704
  - 양시현 : 441721
  - 양춘시 : 441781
- 칭위안시 : 441800
  - 시할구 : 441801
  - 칭청구 : 441802
  - 칭신구 : 441803
  - 포강현 : 441821
  - 양산현 : 441823
  - 롄산 좡족 야오족 자치현 : 441825
  - 롄난 야오족 자치현 : 441826
  - 잉더시 : 441881
  - 롄저우시 : 441882
- 둥관시 : 441900
  - 시할구 : 441901
- 중산시 : 442000
  - 시할구 : 442001
- 차오저우시 : 445100
  - 시할구 : 445101
  - 샹차오구 : 445102
  - 차오안구 : 445103
  - 라오핑현 : 445122
- 제양시 : 445200
  - 시할구 : 445201
  - 룽청구 : 445202
  - 제둥구 : 445203
  - 제시현 : 445222
  - 후이라이현 : 445224
  - 푸닝시 : 445281
- 윈푸시 : 445300
  - 시할구 : 445301
  - 윈청구 : 445302
  - 윈안구 : 445303
  - 신싱현 : 445321
  - 위난현 : 445322
  - 뤄딩시 : 445381

### 광시 좡족 자치구: 450000
- 난닝시 : 450100
  - 시할구 : 450101
  - 싱닝구 : 450102
  - 칭슈구 : 450103
  - 장난구 : 450105
  - 시샹탕구 : 450107
  - 량칭구 : 450108
  - 융닝구 : 450109
  - 우밍구 : 450110
  - 룽안현 : 450123
  - 마산현 : 450124
  - 상린현 : 450125
  - 빈양현 : 450126
  - 헝저우시 : 450181
- 류저우시 : 450200
  - 시할구 : 450201
  - 청중구 : 450202
  - 위펑구 : 450203
  - 류난구 : 450204
  - 류베이구 : 450205
  - 류장구 : 450206
  - 류청현 : 450222
  - 루자이현 : 450223
  - 룽안현 : 450224
  - 룽수이 먀오족 자치현 : 450225
  - 싼장 둥족 자치현 : 450226
- 구이린시 : 450300
  - 시할구 : 450301
  - 슈펑구 : 450302
  - 뎨차이구 : 450303
  - 샹산구 : 450304
  - 치싱구 : 450305
  - 옌산구 : 450311
  - 린구이구 : 450312
  - 양숴현 : 450321
  - 링촨현 : 450323
  - 취안저우현 : 450324
  - 싱안현 : 450325
  - 융푸현 : 450326
  - 관양현 : 450327
  - 룽성 각족 자치현 : 450328
  - 쯔위안현 : 450329
  - 핑러현 : 450330
  - 궁청 야오족 자치현 : 450332
  - 리푸시 : 450381
- 우저우시 : 450400
  - 시할구 : 450401
  - 완슈구 : 450403
  - 창저우구 : 450405
  - 룽쉬구 : 450406
  - 창우현 : 450421
  - 텅현 : 450422
  - 멍산현 : 450423
  - 천시시 : 450481
- 베이하이시 : 450500
  - 시할구 : 450501
  - 하이청구 : 450502
  - 인하이구 : 450503
  - 톄산강구 : 450504
  - 허푸현 : 450521
- 팡청강시 : 450600
  - 시할구 : 450601
  - 강커우구 : 450602
  - 팡청구 : 450603
  - 상쓰현 : 450621
  - 둥싱시 : 450681
- 친저우시 : 450700
  - 시할구 : 450701
  - 친난구 : 450702
  - 친베이구 : 450703
  - 링산현 : 450721
  - 푸베이현 : 450722
- 구이강시 : 450800
  - 시할구 : 450801
  - 강베이구 : 450802
  - 강난구 : 450803
  - 탄탕구 : 450804
  - 핑난현 : 450821
  - 구이핑시 : 450881
- 위린시 : 450900
  - 시할구 : 450901
  - 위저우구 : 450902
  - 푸몐구 : 450903
  - 룽현 : 450921
  - 루촨현 : 450922
  - 보바이현 : 450923
  - 싱예현 : 450924
  - 베이류시 : 450981
- 바이써시 : 451000
  - 시할구 : 451001
  - 유장구 : 451002
  - 톈양구 : 451003
  - 톈둥현 : 451022
  - 더바오현 : 451024
  - 나포현 : 451026
  - 링윈현 : 451027
  - 러예현 : 451028
  - 톈린현 : 451029
  - 시린현 : 451030
  - 룽린 각족 자치현 : 451031
  - 징시시 : 451081
  - 핑궈시 : 451082
- 허저우시 : 451100
  - 시할구 : 451101
  - 바부구 : 451102
  - 핑구이구 : 451103
  - 자오핑현 : 451121
  - 중산현 : 451122
  - 푸촨 야오족 자치현 : 451123
- 허츠시 : 451200
  - 시할구 : 451201
  - 진청장구 : 451202
  - 이저우구 : 451203
  - 난단현 : 451221
  - 톈어현 : 451222
  - 펑산현 : 451223
  - 둥란현 : 451224
  - 뤄청 무라오족 자치현 : 451225
  - 환장 마오난족 자치현 : 451226
  - 바마 야오족 자치현 : 451227
  - 두안 야오족 자치현 : 451228
  - 다화 야오족 자치현 : 451229
- 라이빈시 : 451300
  - 시할구 : 451301
  - 싱빈구 : 451302
  - 신청현 : 451321
  - 샹저우현 : 451322
  - 우쉬안현 : 451323
  - 진슈 야오족 자치현 : 451324
  - 허산시 : 451381
- 충쭤시 : 451400
  - 시할구 : 451401
  - 장저우구 : 451402
  - 푸쑤이현 : 451421
  - 닝밍현 : 451422
  - 룽저우현 : 451423
  - 다신현 : 451424
  - 톈덩현 : 451425
  - 핑샹시 : 451481

### 하이난성: 460000
- 하이커우시 : 460100
  - 시할구 : 460101
  - 슈잉구 : 460105
  - 룽화구 : 460106
  - 충산구 : 460107
  - 메이란구 : 460108
- 싼야시 : 460200
  - 시할구 : 460201
  - 하이탕구 : 460202
  - 지양구 : 460203
  - 톈야구 : 460204
  - 야저우구 : 460205
- 싼사시 : 460300
  - 시할구 : 460301
  - 시사구 : 460302
  - 난사구 : 460303
- 단저우시 : 460400
  - 시할구 : 460401
- 부지급시 : 469000
  - 우즈산시 : 469001
  - 충하이시 : 469002
  - 원창시 : 469005
  - 완닝시 : 469006
  - 둥팡시 : 469007
  - 딩안현 : 469021
  - 툰창현 : 469022
  - 청마이현 : 469023
  - 린가오현 : 469024
  - 바이사 리족 자치현 : 469025
  - 창장 리족 자치현 : 469026
  - 러둥 리족 자치현 : 469027
  - 링수이 리족 자치현 : 469028
  - 바오팅 리족 먀오족 자치현 : 469029
  - 충중 리족 먀오족 자치현 : 469030

## 같이 보기
- 중화인민공화국의 행정 구역
- 중화인민공화국의 행정 구역 코드 번호
  - 1구역
  - 2구역
  - 3구역
  - 5구역
  - 6구역